# Aidan Gallagher
Aidan Ryan Gallagher (Los Angeles, 18 de setembro de 2003) é um ator e cantor norte-americano. Seu primeiro papel relevante foi interpretar Nicky Harper na série de televisão Nicky, Ricky, Dicky & Dawn. Em 2019, Aidan Gallagher começou a interpretar o Número Cinco na série da Netflix, The Umbrella Academy.

## Carreira
Gallagher apareceu pela primeira vez em um papel menor em um episódio de Modern Family de 2013, quando tinha 9 anos. Ele estava em dois curtas-metragens, You & Me e Jacked Up. Ele então conseguiu um papel importante em Nicky, Ricky, Dicky & Dawn na Nickelodeon como Nicky Harper, para o qual ele foi nomeado Estrela de TV Favorita Masculina no Nickelodeon Kids' Choice Awards em 2016 e 2017. Ele esteve no show por quatro temporadas até ser cancelado em 2018. Em 2018, ele foi escalado para o papel de Number Five na série The Umbrella Academy, que foi lançado em fevereiro de 2019, na Netflix.

## Vida pessoal
Gallagher é vegano e ativo em questões ambientais, e tem atuado como um defensor dos jovens para uma série de organizações ambientais, incluindo Waterkeeper Alliance, WildAid e Oceanic Preservation Society. Ele foi nomeado o mais jovem Embaixador da Boa Vontade para o Meio Ambiente da ONU para a América do Norte em 2018, quando tinha 14 anos.

## Filmografia

### Cinema
| Ano  | Título   | Papel       | Notas          |
| ---- | -------- | ----------- | -------------- |
| 2013 | You & Me | Young David | Curta-metragem |

### Televisão
| Ano           | Título                                     | Papel                 | Notas                                     |
| ------------- | ------------------------------------------ | --------------------- | ----------------------------------------- |
| 2013          | Modern Family                              | Alec                  | Episódio: "The Wow Factor"; não creditado |
| 2013          | Jacked Up                                  | Evan                  | Piloto (não exibido)                      |
| 2014–2018     | Nicky, Ricky, Dicky & Dawn                 | Nicky                 | Papel principal                           |
| 2015          | Nickelodeon's Ho Ho Holiday Special        | Ele mesmo             | Especial de televisão                     |
| 2017          | Nickelodeon's Sizzling Summer Camp Special | Beach Guy             | Especial de televisão; Cameo              |
| 2019–presente | The Umbrella Academy                       | Number Five / The Boy | Papel principal                           |

### Videoclipes
| Ano  | Título                  | Artista(s)                           | Papel        |
| ---- | ----------------------- | ------------------------------------ | ------------ |
| 2014 | "We Make That Lemonade" | Elenco de Nicky, Ricky, Dicky & Dawn | Nicky Harper |

## Prêmios e indicações
| Ano  | Prêmio             | Categoria                              | Trabalho                                                                                  | Resultado | Ref.   |
| ---- | ------------------ | -------------------------------------- | ----------------------------------------------------------------------------------------- | --------- | ------ |
| 2016 | Young Artist Award | Melhor elenco jovem em uma série de TV | Nicky, Ricky, Dicky & Dawn (compartilhado com Casey Simpson, Lizzy Greene e Mace Coronel) | Indicado  | [ 19 ] |
| 2016 | Kids' Choice Award | Estrela de TV masculina favorita       | Nicky, Ricky, Dicky & Dawn                                                                | Indicado  | [ 8 ]  |
| 2017 | Kids' Choice Award | Estrela de TV masculina favorita       | Nicky, Ricky, Dicky & Dawn                                                                | Indicado  | [ 8 ]  |